# Монтклер (Вирџинија)
Монтклер (енгл. Montclair) насељено је место без административног статуса у америчкој савезној држави Вирџинија.

## Демографија
По попису из 2010. године број становника је 19.570, што је 3.842 (24,4%) становника више него 2000. године.
| Група             | 2000.          | 2010.          |
| Белци             | 11.778 (74,9%) | 12.232 (62,5%) |
| Афроамериканци    | 2.314 (14,7%)  | 3.595 (18,4%)  |
| Азијати           | 475 (3,0%)     | 1.067 (5,5%)   |
| Хиспаноамериканци | 709 (4,5%)     | 1.939 (9,9%)   |
| Укупно            | 15.728         | 19.570         |